# گرزه‌ماران
گرزه‌ماران یا افعی‌ها (نام علمی: Viperidae) نام یک تیره از مارهای زهرآگین است که در سراسر جهان به‌جز جنوبگان، استرالیا، نیوزلند، ایرلند، ماداگاسکار و هاوایی و دیگر جزایر دورافتاده و بخش شمالی مدار شمالگان یافت می‌شوند. این مارها دارای دندان‌های نیش تیز و بلند هستند که اجازه تزریق زهر را به صورت عمیق می‌دهد. زهر این مارها نوعی پروتئاز است که باعث تخریب و تجزیهٔ بافت‌ها می‌شود.چهار زیرخانواده تاکنون از آن‌ها شناسایی شده‌است. این زیرخانواده‌ها عبارت‌اند از گرزه‌ماریان، افعی‌های گودال، Causinae و Azemiopinae